# 二保旭
二保 旭（にほ あきら、1990年5月18日 - ）は、福岡県行橋市出身の元プロ野球選手（投手）。右投右打。

## 経歴

### プロ入り前
仲津中学校時代はリトルシニア・行橋シニアに所属し、3年時に九州大会優勝を果たした。
九州国際大付属高校に入学した当初は、最速127km/hであったが、監督の勧めで股関節を柔らかくする練習に取り組み、最速145km/hを記録するまで成長した。1年秋からエースとなり、2008年・3年夏の福岡県予選は5回戦で福岡工業高校・三嶋一輝と7回まで投手戦を演じ、両者降板後に榎本葵のサヨナラ弾で勝ち進んだ。準々決勝では飯塚高校の辛島航と無失点の投げ合いを演じていたが突然6回に2四球と崩れ、後続を断ったものの熱中症により降板、代わった投手が打たれ0対1で敗戦し、甲子園への出場は一度もなかった。
同年10月30日のプロ野球ドラフト会議で福岡ソフトバンクホークスから育成選手2位指名を受け、入団。12月16日に入団会見を行った。背番号は123。

### ソフトバンク時代

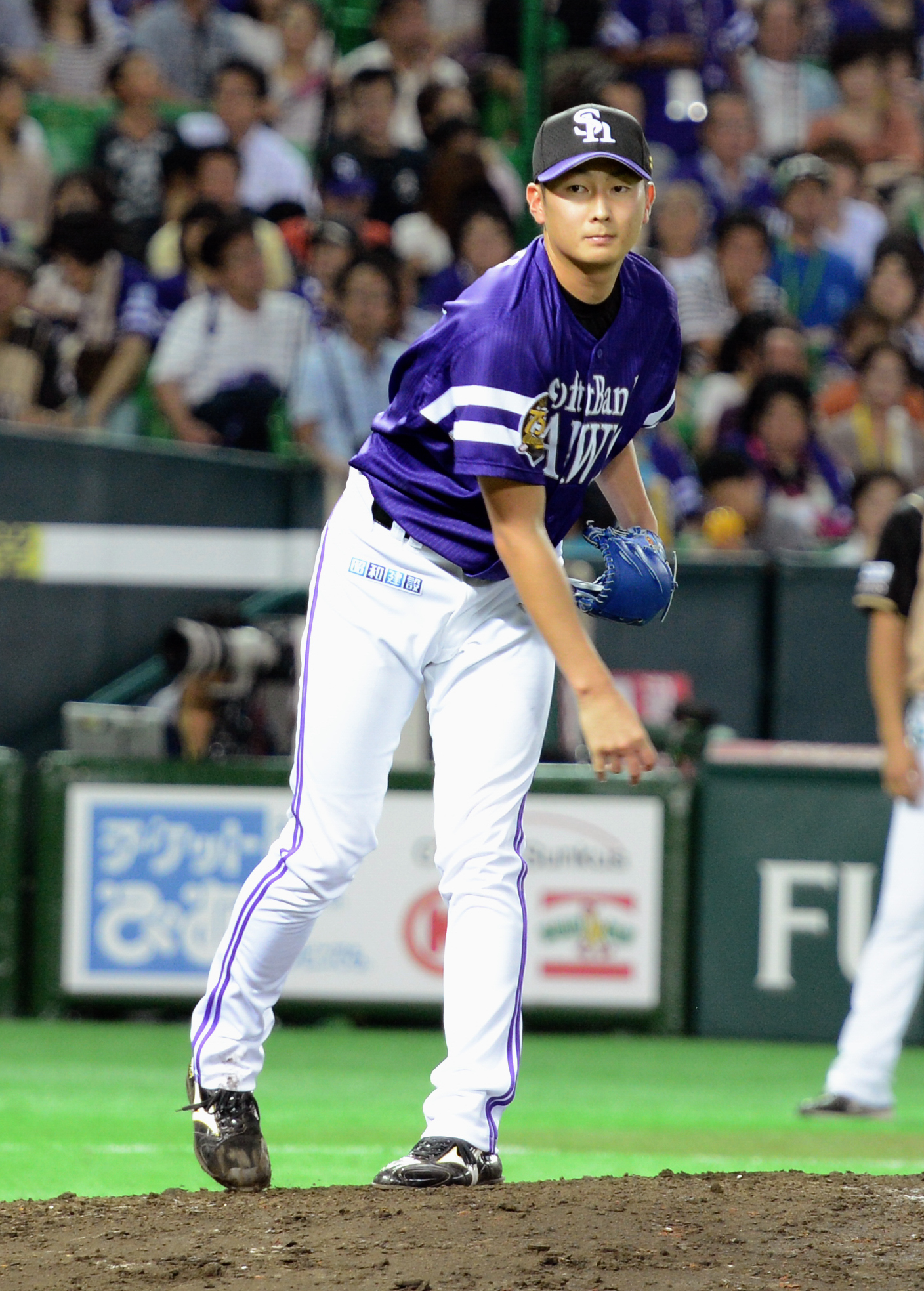
福岡ソフトバンクホークス時代
（2013年9月15日 福岡ヤフオク!ドーム）

2009年、ウエスタン・リーグのみに出場、先発3試合で防御率3.00、中継ぎ7試合で防御率1.08だった。
2010年、春季キャンプ紅白戦で登板機会を得たが、オープン戦へは出場できなかった。2年目も二軍で過ごし、先発3試合で防御率7.00、中継ぎ9試合でも防御率9.14、さらに暴投6、ボーク4と低迷した。
2011年、三軍の出場が中心となり8試合に先発した。二軍では3試合に先発して防御率3.60だった。シーズンオフの11月7日に育成選手制度の規定により自由契約となったが、11月30日に再びソフトバンクと育成選手契約を結んだ。
2012年、体重を増量したことでフォームが安定した。ウエスタン・リーグで5月度の月間MVP（6試合1完投3勝0敗防2.35）を獲得し、6月に二軍で初完封するなど好投を続けたことで7月30日に支配下選手登録され、背番号は13に変更された。9月7日に初の一軍昇格を果たし、9月23日の対東北楽天ゴールデンイーグルス戦の9回5点ビハインドの場面でプロ初登板を果たして下位打線を三者凡退に打ち取った。9月15日の敗戦処理2イニング登板後、9月17日に18日の対西武戦で先発予定だった山田大樹が発熱により登板を回避したことで急遽代役に抜擢された。9月18日に中2日でプロ初先発を果たしたが、毎回四死球を出し、2点援護を貰った直後に中村剛也に適時打を許し、3回1失点63球を投げ1点リードのまま降板となった。なお同試合でチームは3連勝して2位・埼玉西武ライオンズに1ゲーム差と迫った。翌日9月19日に二軍降格となりそのままシーズンを終えた。二軍公式戦では12試合に先発して11勝0敗、3完投2完封で防御率1.34、中継ぎ5試合では防御率2.57の成績を残し、最多勝利投手、勝率第1位投手（10割）のタイトルを獲得、優秀選手賞も受賞した。なお防御率は逆転するための登板機会を得たものの失点し、同チームの千賀滉大には及ばず1.44でリーグ2位となった。10月6日のファーム日本選手権で先発したが4回に連続四球から崩れて先制点を奪われ敗戦投手となった。オフにはプエルトリコのウィンターリーグに派遣され、11月9日から11月29日までの3試合に先発し、防御率9.95、0勝1敗だった。
2013年、春は3月1日のキューバ代表との強化試合に登板と期待されたが、3点リードの6回に下位打線を三者凡退に打ち取ったものの、7回に4連続四球から逆転負けの原因を作り、開幕は二軍となった。4月4日に一軍昇格したが登板機会が無く4月11日に抹消、5月1日に再昇格したものの、5月6日の対千葉ロッテマリーンズ戦の6回3点ビハインドから登板して2イニング目に押し出し四球で点差を広げ、1試合のみで5月13日に二軍へ降格した。9月6日に再昇格して無難な投球をし、9月26日の対オリックス・バファローズ戦で7回2点ビハインド一死一塁の登板機会を得たが、2イニング目の8回に3失点し、翌日9月27日に二軍降格となりそのままシーズンを終えた。二軍では起用法が安定せず、先発10試合で2勝5敗、防御率4.86、中継ぎ7試合で防御率1.42だった。
2014年、8月20日に一軍へ昇格したが、登板機会がないまま翌日8月21日に抹消され、一軍出場が無いままシーズンを終えた。二軍では先発3試合で2勝1敗、防御率3.79、中継ぎ30試合では防御率2.45、WHIP1.34だった。
2015年、春季キャンプから新監督の工藤公康にアピールを続け、オープン戦では7試合10イニングを投げ、2安打1四球無失点の内容で初の開幕一軍を勝ち取った。3月29日の対千葉ロッテ戦の5回無死一・三塁、プロ入り後初めて同点の場面で起用されたが連続適時打で2者ともに生還させ救援失敗となった。4月7日の対楽天戦で8回二死満塁、再び場面から登板して嶋基宏をファーストゴロに抑えて切り抜けたが8回につかまり一死満塁とした所で降板、後続を森福允彦が抑えたことでプロ入り初ホールドを挙げた。5月3日の対オリックス戦の8回2点ビハインドの場面で登板して三者凡退に抑えて吉村裕基の逆転三塁打を呼び込み、7年目にしてプロ初勝利を挙げた。
2016年、春季キャンプから右肘の張りを感じ、3月12日の練習試合で右肘の痛みを訴え、離脱。4月に右肘のトミー・ジョン手術を受けたため、シーズン中の復帰は絶望となった。
2017年、上記手術からのリハビリからのスタートとなったが、5月14日に行われた香川オリーブガイナーズとの三軍戦において、1年2か月ぶりに実戦復帰した。6月2日に行われたウエスタン・リーグ・対阪神タイガース戦において、二軍公式戦復帰登板を果たし、一軍公式戦の出場機会は無かったが、二軍戦において中継ぎ投手として16試合に登板、18回を投げ、防御率2.00の成績を残す。
2018年、宮崎春季キャンプの時点では実戦への復帰は7、8月を目処にしていたが、岩嵜翔とデニス・サファテの離脱というチーム状況から実戦復帰を前倒しし、4月10日に福岡 ヤフオク!ドームで行われた対北海道日本ハムファイターズ戦において、2015年10月1日以来3シーズンぶりの一軍公式戦登板を果たす。6月24日の対オリックス戦（京セラドーム大阪）では、プロ10年目にして初セーブを挙げた。シーズンを通してワンポイントリリーフやロングリリーフとして35試合登板し、1勝0敗4ホールド1セーブ、防御率5.34の成績を残す。シーズンオフの12月1日に契約交渉に臨み、300万円アップの年俸2000万円（金額は推定）でサインした。
2019年、5月28日の対オリックス戦で7年ぶりに先発で登板し、敗戦投手となったものの4回1失点だった。そして7月5日には対オリックス戦で6回1失点と好投し、先発として初勝利を挙げた。また先発ローテーションの谷間などで、先発登板ながら3、4回程度を投げて降板するオープナーのような役割も果たすなど、全部で8試合に登板した。シーズンオフの12月3日に契約交渉に臨み、オープナーの評価について話し合った末に保留するも、10日に契約交渉に再度臨んで、200万円アップの年俸2200万円（金額は推定）で契約を更改した。
2020年、開幕を一軍で迎え、6月21日の対ロッテ戦に先発登板するが、中村奨吾の頭部に死球を投げて初回で危険球退場を喫する。3度の先発登板で勝ち星のない状況だったが、7月11日の対楽天戦では、自身最長イニングの7回を投げシーズン初勝利を挙げる。シーズン後半には登板機会が得られなかったが、12試合の先発登板で56回2/3を投げ、4勝5敗、防御率4.92の成績を残す。シーズンオフの12月9日に契約交渉に臨み、600万円アップの年俸2800万円（金額は推定）で契約を更改した。
2021年、一軍では2試合に登板して0勝1敗、防御率4.76、ウエスタン・リーグでは11試合に登板して4勝1敗、防御率2.57だった。

### 阪神時代

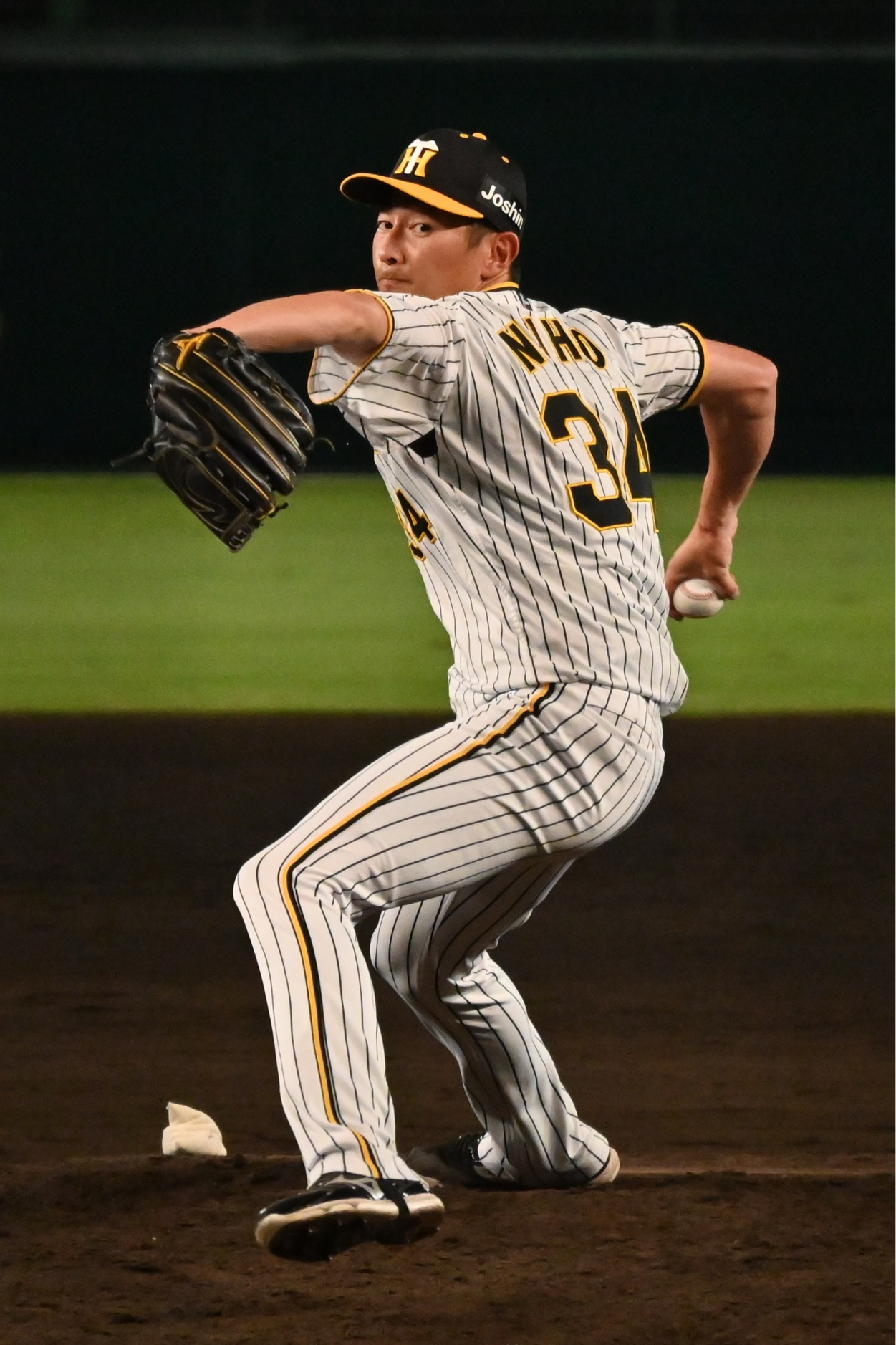
阪神タイガース時代
（2022年7月2日 阪神甲子園球場）

2021年7月2日、中谷将大とのトレードによる阪神タイガースへの移籍が発表された。背番号は34。7月7日、移籍後初登板・初先発となった東京ヤクルトスワローズ戦では5回4失点で勝敗はつかなかった。8月14日、広島東洋カープ戦に先発し、6回途中3失点で移籍後初勝利を挙げた。移籍後は4試合に登板し、1勝1敗、防御率5.28を記録。11月30日、100万円減となる推定年俸2700万円で契約を更改した。
2022年は、ウエスタン・リーグで石田健人マルクとタイ記録となる13セーブを記録して最多セーブのタイトルを獲得。しかし、一軍登板は無しに終わった。11月22日、675万円減となる推定年俸2025万円で契約を更改した。
2023年も一軍登板がないままシーズンを終えた。二軍戦にはチーム2位の43試合に登板しながらも防御率6.05の成績だった。10月3日、球団より戦力外通告を受けた。現役続行を希望しながらも12球団合同トライアウトには参加しなかったが、11月23日、千葉ロッテマリーンズが非公開で実施した入団テストに、オリックス・バファローズを戦力外となった吉田凌とともに参加した。

### ロッテ時代
2023年11月28日、前述の入団テストの結果、吉田とともにロッテに育成選手として入団することが発表された。背番号は132。推定年俸は2025万円。
2024年は、3月31日に支配下登録されることが発表された（公示は4月1日）。背番号は91。4月16日に出場選手登録されると、21日の対日本ハム戦（エスコンフィールドHOKKAIDO）では5点ビハインドの8回裏に2年8か月ぶりの一軍登板となる移籍後初登板した。しかし、登板2試合目のブルペンデーとなった24日の古巣・ソフトバンク戦（ZOZOマリンスタジアム）では2番手として登板するも、1回2/3を8安打8失点（自責点4）で降板した。その後、1試合の登板ののち、5月1日に登録抹消された。6月1日に再度出場選手登録されたが、4試合の登板で防御率は9点台であり、7月1日に再度登録抹消された。以降は再昇格がなく、一軍登板は8試合で防御率12.19の結果に終わり、10月6日に球団から2年連続2度目の戦力外通告を受けた。11月2日に自身のInstagramにて現役引退を発表した。

### 現役引退後
日本テレビが運営するドリームコーチング、野球部門でコーチをしている。

## 選手としての特徴・人物
本人曰く2013年は常時142km/hだったが、2014年秋には常時145km/hを出していた。最速148km/hのストレートを持ち、変化球は得意の縦のスライダーをはじめカーブ、カットボール、チェンジアップ、フォークボール、ツーシームと多彩である。セットポジション時、投球動作に入ってから捕手が捕球するまでの時間が1.1秒を切るというクイックモーションのうまい投手であり、筑波大大学院に通う投手コーチの吉井理人の修士論文で五十嵐亮太と共に取り上げられた。また、マウンド度胸も評価されている。
ドラフト指名後に挙げた目標とする選手はダルビッシュ有。
2022年11月30日、結婚したことを発表。

## 詳細情報

### 年度別投手成績
| 年 度     | 球 団        | 登 板 | 先 発 | 完 投 | 完 封 | 無 四 球 | 勝 利 | 敗 戦 | セ 丨 ブ | ホ 丨 ル ド | 勝 率 | 打 者 | 投 球 回 | 被 安 打 | 被 本 塁 打 | 与 四 球 | 敬 遠 | 与 死 球 | 奪 三 振 | 暴 投 | ボ 丨 ク | 失 点 | 自 責 点 | 防 御 率 | W H I P |
| --------- | ------------ | ----- | ----- | ----- | ----- | -------- | ----- | ----- | -------- | ----------- | ----- | ----- | -------- | -------- | ----------- | -------- | ----- | -------- | -------- | ----- | -------- | ----- | -------- | -------- | ------- |
| 2012      | ソフトバンク | 3     | 1     | 0     | 0     | 0        | 0     | 0     | 0        | 0           | ----  | 28    | 6.0      | 4        | 0           | 4        | 0     | 2        | 3        | 0     | 0        | 1     | 1        | 1.50     | 1.33    |
| 2013      | ソフトバンク | 5     | 0     | 0     | 0     | 0        | 0     | 0     | 0        | 0           | ----  | 43    | 9.0      | 11       | 0           | 6        | 0     | 1        | 3        | 1     | 0        | 6     | 6        | 6.00     | 1.89    |
| 2015      | ソフトバンク | 44    | 0     | 0     | 0     | 0        | 6     | 1     | 0        | 5           | .857  | 229   | 52.2     | 51       | 3           | 23       | 0     | 3        | 28       | 1     | 1        | 21    | 19       | 3.25     | 1.41    |
| 2018      | ソフトバンク | 35    | 0     | 0     | 0     | 0        | 1     | 0     | 1        | 4           | 1.000 | 144   | 30.1     | 33       | 3           | 19       | 1     | 6        | 17       | 2     | 0        | 19    | 18       | 5.34     | 1.71    |
| 2019      | ソフトバンク | 8     | 8     | 0     | 0     | 0        | 1     | 4     | 0        | 0           | .200  | 165   | 38.1     | 40       | 6           | 16       | 0     | 0        | 15       | 0     | 1        | 19    | 17       | 3.99     | 1.46    |
| 2020      | ソフトバンク | 12    | 12    | 0     | 0     | 0        | 4     | 5     | 0        | 0           | .444  | 256   | 56.2     | 63       | 5           | 24       | 0     | 6        | 28       | 1     | 0        | 40    | 31       | 4.92     | 1.54    |
| 2021      | ソフトバンク | 2     | 2     | 0     | 0     | 0        | 0     | 1     | 0        | 0           | .000  | 53    | 11.1     | 12       | 0           | 5        | 0     | 1        | 8        | 0     | 0        | 7     | 6        | 4.76     | 1.50    |
| 2021      | 阪神         | 4     | 3     | 0     | 0     | 0        | 1     | 1     | 0        | 0           | .500  | 70    | 15.1     | 17       | 3           | 7        | 0     | 1        | 9        | 1     | 0        | 10    | 9        | 5.28     | 1.57    |
| '21計     | 阪神         | 6     | 5     | 0     | 0     | 0        | 1     | 2     | 0        | 0           | .333  | 123   | 26.2     | 29       | 3           | 12       | 0     | 2        | 17       | 1     | 0        | 17    | 15       | 5.06     | 1.54    |
| 2024      | ロッテ       | 8     | 0     | 0     | 0     | 0        | 0     | 0     | 0        | 0           | .000  | 55    | 10.1     | 20       | 1           | 5        | 0     | 1        | 4        | 0     | 0        | 18    | 14       | 12.19    | 2.42    |
| 通算：8年 | 通算：8年    | 121   | 26    | 0     | 0     | 0        | 13    | 12    | 1        | 9           | .520  | 1043  | 230.0    | 251      | 21          | 109      | 1     | 21       | 115      | 6     | 2        | 141   | 121      | 4.73     | 1.57    |

- 2024年度シーズン終了時

### 年度別守備成績
| 年 度 | 球 団        | 投手  | 投手  | 投手  | 投手  | 投手  | 投手     |
| 年 度 | 球 団        | 試 合 | 刺 殺 | 補 殺 | 失 策 | 併 殺 | 守 備 率 |
| ----- | ------------ | ----- | ----- | ----- | ----- | ----- | -------- |
| 2012  | ソフトバンク | 3     | 0     | 3     | 0     | 0     | 1.000    |
| 2013  | ソフトバンク | 5     | 0     | 5     | 0     | 2     | 1.000    |
| 2015  | ソフトバンク | 44    | 5     | 9     | 1     | 0     | .933     |
| 2018  | ソフトバンク | 35    | 3     | 9     | 0     | 1     | 1.000    |
| 2019  | ソフトバンク | 8     | 3     | 9     | 0     | 0     | 1.000    |
| 2020  | ソフトバンク | 12    | 3     | 10    | 1     | 0     | .929     |
| 2021  | ソフトバンク | 2     | 0     | 3     | 0     | 0     | 1.000    |
| 2021  | 阪神         | 4     | 1     | 2     | 1     | 0     | .750     |
| '21計 | 阪神         | 6     | 1     | 5     | 1     | 0     | .857     |
| 2024  | ロッテ       | 8     | 0     | 0     | 0     | 0     | ----     |
| 通算  | 通算         | 121   | 15    | 50    | 3     | 3     | .956     |

- 2024年度シーズン終了時

### 表彰
ウエスタン・リーグ
- 優秀選手賞（2012年）
- 最多勝利（2012年）
- 勝率第1位投手（2012年）
- 最多セーブ（2022年）

### 記録
初記録
投手記録
- 初登板：2012年9月13日、対東北楽天ゴールデンイーグルス18回戦（福岡Yahoo! JAPANドーム）、9回表に4番手で救援登板・完了、1回無失点
- 初奪三振：2012年9月15日、対北海道日本ハムファイターズ21回戦（札幌ドーム）、7回裏に糸井嘉男から見逃し三振
- 初先発：2012年9月18日、対埼玉西武ライオンズ23回戦（福岡Yahoo! JAPANドーム）、3回1失点で勝敗つかず
- 初ホールド：2015年4月7日、対東北楽天ゴールデンイーグルス1回戦（コボスタ宮城）、7回裏二死に2番手で救援登板、2/3回無失点[34]
- 初勝利：2015年5月3日、対オリックス・バファローズ9回戦（京セラドーム大阪）、8回裏に3番手で救援登板、1回無失点[36]
- 初セーブ：2018年6月24日、対オリックス・バファローズ11回戦（京セラドーム大阪）、12回裏に7番手で救援登板・完了、1回無失点
- 初先発勝利：2019年7月5日、対オリックス・バファローズ13回戦（ほっともっとフィールド神戸）、6回1失点

打撃記録
- 初打席：2015年6月5日、対読売ジャイアンツ1回戦（東京ドーム）、7回表に高木京介から見逃し三振
- 初犠打：2021年8月14日、対広島東洋カープ12回戦（京セラドーム大阪）、4回裏に九里亜蓮から犠打

### 背番号
- 123（2009年 - 2012年7月29日）
- 13（2012年7月30日[13] - 2021年7月4日）
- 34（2021年7月5日[57] - 2023年）
- 132（2024年[68] - 同年3月31日）
- 91（2024年4月1日[70] - 同年終了）

### 登場曲
- 「何かひとつ」JAMOSA feat. JAY'ED & 若旦那（2012年 - 2013年）
- 「BRAVE IT OUT」GENERATIONS from EXILE TRIBE（2014年）
- 「Break Free」アリアナ・グランデ（2015年）
- 「Calavera」Klaas（2016年）
- 「DUMB & DUMBER」iKON（2017年）
- 「BOOMBAYAH（JP Ver.）」BLACKPINK（2018年）
- 「虹」TEE（2019年 - ）